# Tawera Kerr-Barlow
Tawera Kerr-Barlow (nacido en Melbourne el 15 de agosto de 1990) es un jugador de rugby neozelandés, que juega de Medio scrum. Actualmente juega para el Stade Français Paris del Top 14 francés. Fue internacional con los All Blacks hasta 2017. 
Kerr-Barlow jugó con el equipo nacional de Nueva Zelanda sub-20 que ganó el Campeonato Mundial de Rugby Juvenil de 2010. Su debut con la selección absoluta de Nueva Zelanda se produjo en un partido contra Escocia en Murrayfield el 11 de noviembre de 2012.
Seleccionado para la Copa del Mundo de Rugby de 2015, en el partido de cuartos de final, victoria 13-62 sobre Francia, Tawera Kerr-Barlow anotó dos de los nueve ensayos de su equipo.
Formó parte del equipo que ganó la final ante Australia por 34-17, entrando en la historia del rugby al ser la primera selección que gana el título de campeón en dos ediciones consecutivas.

## Palmarés y distinciones notables
- European Rugby Champions Cup: 2021-22 y 2022-23
- Super Rugby: 2012  y 2013
- Rugby Championship:2013, 2014, 2016 y 2017
- Copa del Mundo de Rugby de 2015
- Seleccionado para  jugar con los Barbarians en 2015